# Goin' Home: A Tribute to Fats Domino
Goin' Home: A Tribute to Fats Domino es un álbum homenaje al cantante, compositor y pianista de R&B y Rock'n'Roll Fats Domino publicado en 2007 por Vanguard Records. 

## Grabación y producción
Goin' Home: A Tribute to Fats Domino está compuesto por treinta temas escritos por Fats Domino, la mayoría de ellos en coautoría con Dave Bartholomew, interpretados por artistas de la talla de Elton John, Tom Petty & The Heartbreakers, Lenny Kravitz, Paul McCartney o Joss Stone. Salvo el primer tema, interpretado por John Lennon en 1975, todas las demás canciones fueron grabadas en 2007 expresamente para este álbum. 

## Recepción
El álbum es descrito por la crítica como "... una de los más notables álbumes homenaje de los últimos años ... abarcando géneros que van desde el Rock (Neil Young, Elton John, Los Lobos, Tom Petty), el Blues (B. B. King),  Country (Willie Nelson), jazz (Herbie Hancock), e incluso el reggae (Toots and the Maytals).

| N.º | Título | Duración |  |
| 1.  | «Ain't That a Shame» (Interpretado por John Lennon)                                                                                                 | 2:31     |  |
| 2.  | «I'm Walkin» (Interpretado por Tom Petty & The Heartbreakers)                                                                                       | 2:47     |  |
| 3.  | «Goin' Home» (Interpretado por Ivan Neville's DumpstaPhunk y B.B. King)                                                                             | 2:17     |  |
| 4.  | «Blueberry Hill» (Interpretado por Elton John) | 3:17     |  |
| 5.  | «My Girl Josephine» (>Interpretado por Taj Mahal y the New Orleans Social Club)                                                                     | 4:09     |  |
| 6.  | «Every Night About This Time» (Interpretado por Buddy Guy, Dirty Dozen Brass Band y Joss Stone)                                                     | 3:33     |  |
| 7.  | «I Want to Walk You Home» (Interpretado por Allen Toussaint y Paul McCartney)                                                                       | 2:42     |  |
| 8.  | «Whole Lotta Lovin» (Interpretado por Rebirth Brass Band, Troy "Trombone Shorty" Andrews, Pee Wee Ellis, Fred Wesley, Maceo Parker y Lenny Kravitz) | 4:20     |  |
| 9.  | «Don't Leave Me This Way» (Interpretado por Dr. John)                                                                                               | 3:27     |  |
| 10. | «I'm in Love Again/All by Myself» (Interpretado por Jon Cleary y Bonnie Raitt)                                                                      | 3:24     |  |
| 11. | «Please Don't Leave Me» (Interpretado por Art Neville)                                                                                              | 3:10     |  |
| 12. | «Going to the River» (Interpretado por Robbie Robertson y Galactic)                                                                                 | 4:49     |  |
| 13. | «Blue Monday» (Interpretado por Randy Newman) | 2:22     |  |
| 14. | «It Keeps Rainin» (Interpretado por Lil Band O Gold y Robert Plant)                                                                                 | 3:10     |  |
| 15. | «One Night (Of Sin)» (Interpretado por Corinne Bailey Rae)                                                                                          | 3:43     |  |
| 16. | «Walking to New Orleans» (Interpretado por Neil Young)                                                                                              | 3:15     |  |
| 17. | «Valley of Tears» (Interpretado por Robert Plant y el Soweto Gospel Choir)                                                                          | 2:13     |  |
| 18. | «My Blue Heaven» (Interpretado por Norah Jones) | 2:20     |  |
| 19. | «Honey Chile» (Interpretado por Lucinda Williams)                                                                                                   | 2:20     |  |
| 20. | «Rising Sun» (Interpretado por Sam Bush y Marc Broussard)                                                                                           | 3:26     |  |
| 21. | «When I See You» (Interpretado por Olu Dara and the Natchezippi Band y Donald Harrison, Jr.)                                                        | 3:50     |  |
| 22. | «Be My Guest» (Interpretado por Skatalites y Ben Harper)                                                                                            | 3:16     |  |
| 23. | «Let the Four Winds Blow» (Interpretado por Toots & the Maytals)                                                                                    | 3:35     |  |
| 24. | «I Hear You Knockin» (Interpretado por Willie Nelson)                                                                                               | 2:54     |  |
| 25. | «I Just Can't Get New Orleans Off My Mind» (Interpretado por Irma Thomas and Marcia Ball)                                                           | 2:39     |  |
| 26. | «Don't Blame It on Me» (Interpretado por Bruce Hornsby)                                                                                             | 3:42     |  |
| 27. | «I'm Gonna Be a Wheel Someday» (Interpretado por Herbie Hancock, Ziggy Modeliste y Renard Poche)                                                    | 4:12     |  |
| 28. | «The Fat Man» (Interpretado por Los Lobos) | 4:13     |  |
| 29. | «So Long» (Interpretado por Big Chief Monk Boudreaux y Galactic)                                                                                    | 2:17     |  |
| 30. | «When the Saints Go Marching In» (Interpretado por Preservation Hall Jazz Band y Theresa Andersson)                                                 | 4:01     |  |